# Mythomane (album)
Albums de Étienne Daho
La notte, la notte
(1984)
Singles
1. Il ne dira pas
Sortie : 1981
2. Cow boy / On s'fait la gueule
Sortie : 1981

Mythomane est le premier album d'Étienne Daho paru en novembre 1981. 
Malgré de bonnes critiques de la part de la presse spécialisée,, ce disque est passé inaperçu auprès du grand public. Un seul single en a été extrait, Il ne dira pas. La photo de l'album a été réalisée par Antoine Giacomoni, tandis qu'Elli Medeiros, compagne de Jacno, a participé à la conception de la pochette.

## Titres de l'album
| No  | Titre                | Durée |
| --- | -------------------- | ----- |
| 1.  | Il ne dira pas       | 4:00  |
| 2.  | Ton cinoche          | 2:28  |
| 3.  | Mes copains          | 2:28  |
| 4.  | On s'fait la gueule  | 4:15  |
| 5.  | Va t'en              | 2:58  |
| 6.  | Cow boy              | 3:45  |
| 7.  | Encore cette chanson | 2:47  |
| 8.  | L'été                | 4:27  |
| 9.  | Tu dors encore       | 2:20  |
| 10. | Mythomane            | 2:24  |

## Réédition  Deluxe (31 octobre 2011)
| 1.  | Il ne dira pas (Remastérisé en 2011)                    |  |
| 2.  | Ton cinoche (Remastérisé en 2011)                       |  |
| 3.  | Mes copains (Remastérisé en 2011)                       |  |
| 4.  | On s’fait la gueule (Remastérisé en 2011)               |  |
| 5.  | Va t’en (Remastérisé en 2011)                           |  |
| 6.  | Cow Boy (Remastérisé en 2011)                           |  |
| 7.  | Encore cette chanson (Remastérisé en 2011)              |  |
| 8.  | L’Été (Remastérisé en 2011)                             |  |
| 9.  | Tu dors encore (Remastérisé en 2011)                    |  |
| 10. | Mythomane (Remastérisé en 2011)                         |  |
| 11. | Il ne dira pas (Version 45 tours , remastérisé en 2011) |  |
| 12. | Ton cinoche (Single alternatif)                         |  |
| 13. | On s’fait la gueule (Single alternatif)                 |  |
| 14. | Il ne dira pas (Hf 90 Version 2011)                     |  |
| 15. | Ton cinoche (Hf 90 Version 2011)                        |  |
| 16. | Mythomane (Version 2009)                                |  |

| 1.  | Il ne dira pas (Démo 1978)                    |  |
| 2.  | Ton cinoche (Démo 1978)                       |  |
| 3.  | Va t'en (Va t'en)                             |  |
| 4.  | Cow Boy (Va t'en)                             |  |
| 5.  | Encore cette chanson (Démo 1978)              |  |
| 6.  | Interlude à La Désirade (Démo 1978)           |  |
| 7.  | Sans rire , sans parler (Démo 1978)           |  |
| 8.  | Je t’ai oublié (Démo 1978)                    |  |
| 9.  | Mythomane (Démo 1978)                         |  |
| 10. | Mythomane (K7 Démo 1978)                      |  |
| 11. | Cette histoire (Répétitions 1979)             |  |
| 12. | Tu dors encoure (Répétitions 1979)            |  |
| 13. | On s’fait la gueule (Répétitions 1979)        |  |
| 14. | Il ne dira pas (Répétitions 1979)             |  |
| 15. | Ton cinoche (Démo 1980)                       |  |
| 16. | Cow Boy (Démo 1980)                           |  |
| 17. | Cette histoire (Démo 1980)                    |  |
| 18. | Va t’en (Démo 1981)                           |  |
| 19. | Mes copains (Démo 1981)                       |  |
| 20. | Soleil de minuit (Démo 1981)                  |  |
| 21. | Il ne dira pas (Premier mix)                  |  |
| 22. | Mes copains (Premier mix)                     |  |
| 23. | Va t’en (Premier mix)                         |  |
| 24. | Encore cette chanson (Premier mix)            |  |
| 25. | L’Été (Premier mix)                           |  |
| 26. | Ton cinoche (Live à Rennes, Salle De La Cité) |  |
| 27. | Le 8 octobre 1981                             |  |

## Musiciens
- Étienne Daho : chant, chœur et percussions
- Thierry Alexandre : basse
- Franck Darcel : guitare, synthétiseur
- Eric Morinière : batterie
- Philippe Herpin : saxophone
- Jacno : piano, guitare, synthétiseur
- Sylvie Coma : piano sur On s'fait la gueule